# Cascina Meriggia

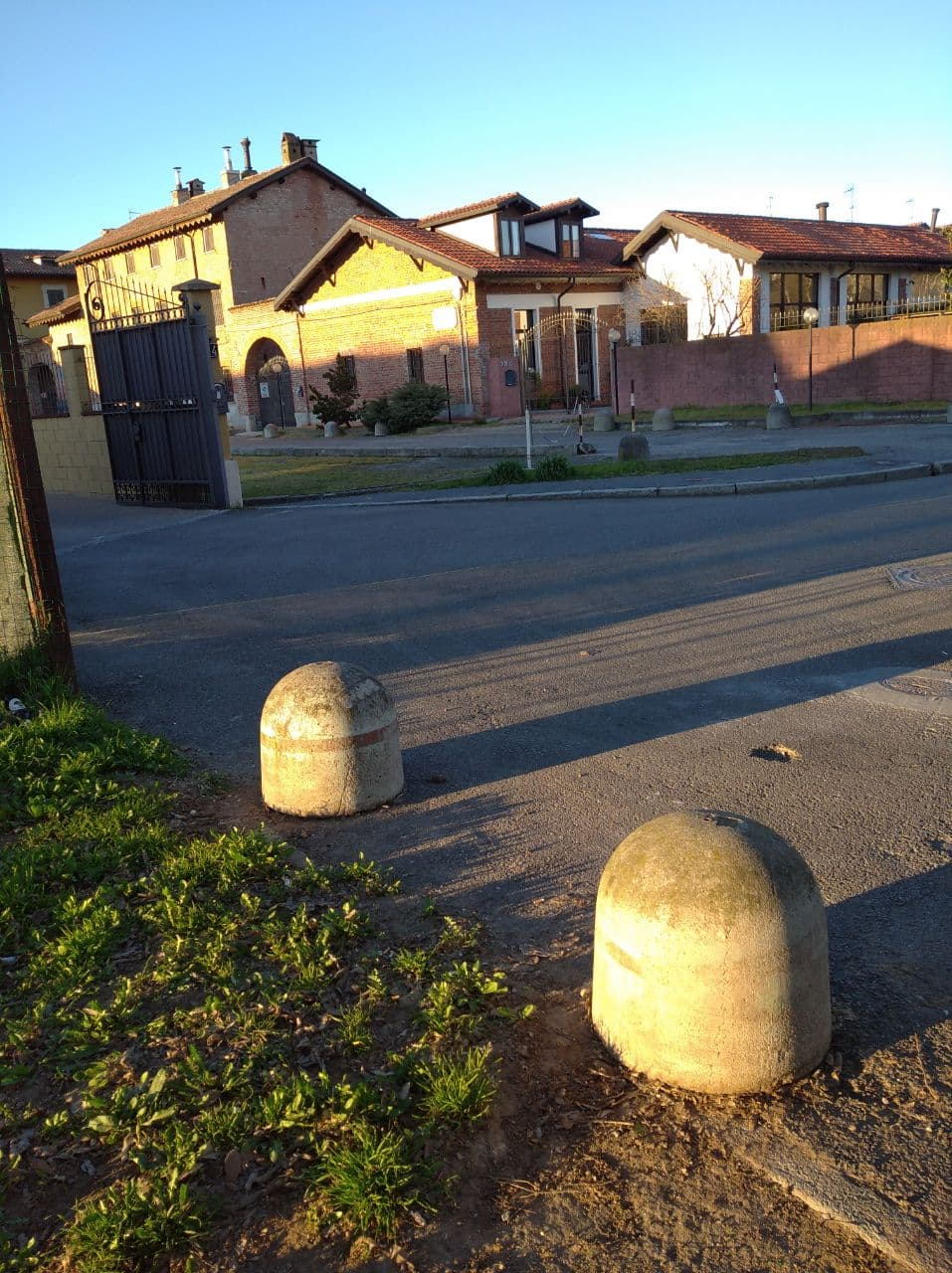
Ingresso alla Cascina Meriggia

La Cascina Meriggia  (in lombardo Cassina Meriggia) è un'antica cascina milanese, situata nell'odierna Baggio.

## Storia
Viene menzionata per la prima volta come  "Cassina de Murigi" in un catasto del 1555 e con una pertinenza di  948 pertiche ed era di proprietà degli Sfondrati prima e dei Balbi poi.
Probabilmente ristrutturata nel 1741, viene menzionata nel Catasto Teresiano come parte del comune di Baggio.
Rimasta proprietà dei conti Gianella sino al 1890, vi ha vissuto Giuseppe Gianella, primo sindaco della Baggio italiana, in quell'anno viene comperata da un nobile milanese per il figlio malato e nel 1921 passa ai conti Luraschi-Cassano.
Nel 1946 è acquistata dalla famiglia Gambari, già proprietaria di altre cascine della zona, e vi vivevano 43 famiglie, che avevano il soprannome di "morigioeu", traducibile come "topolini".
Al giorno d'oggi è un centro ippico, che ha ospitato a lungo i cavalli della Polizia Locale ambrosiana, e ha al suo interno anche delle abitazioni residenziali.

## Struttura
La struttura è creata in base ai bisogni della villa, con la tipica forma delle case signorili della campagna lombarda, incentrata su un parco quadrato con davanti le stalle, un panorama della cascina e un buon numero di rustici.
Nel parco secondario vi è un peculiare monumento, ossia la tomba del cavallo preverito di Gianella e nel parco dei dipendenti vi era un forno con scritto, in dialetto milanese, "Chi voeur, i mè car donn, fà bon el pan dev menà pocch la lengua e tant i man", ossia "Chi vuole, le mie care donne, fare il pane buono deve muovere poco la lingua e tanto le mani".